# Лотт, Трент
Че́стер Трент Лотт-старший (англ. Chester Trent Lott, Sr.; род. 9 октября 1941) — американский политик, бывший сенатор США от штата Миссисипи, занимавший многочисленные руководящие должности в Палате представителей и Сенате. Он пришёл в Конгресс одним из первых во время прибывания волны победных мест республиканцев из южных штатов, которые были практически демократическими в течение века, выросла до позиции лидера большинства в Сенате.
Лотт пришёл в Конгресс в 1968 году в качестве административного помощника Представителя от штата Миссисипи Уильяма M. Колмера, который являлся Председателем Комитета по процедурным вопросам. После ухода Колмера на пенсию, Лотт занял прежнее место Колмера в Палате представителей. В 1988 году Лотт баллотировался в Сенат, чтобы сменить другого, тоже вышедшего на пенсию, сенатора Джона Стенниса, и победил. После того как республиканцы заняли большинство в Сенате, Лотт стал партийным организатором фракции большинства Сената в 1995 году, а затем лидером большинства в Сенате в 1996 году.
Сейчас Лотт является старшим научным сотрудником Центра двухпартийной политики, где работает над вопросами, связанными с энергетикой, национальной безопасностью, транспортом и реформами в Конгрессе. Лотт является также сопредседателем энергоресурсных проектов ЦДП.

## Биография
Лотт родился в Гренаде, штат Миссисипи. Его отец, Павел Честер Лотт, был работником верфи, а мать Иона Уотсон была школьной учительницей. 
Он учился в колледже при Университете штата Миссисипи и в Оксфордском университете, где получил степень бакалавра в области государственного управления в 1963 году и на юридическом факультете в 1967 году соответственно. Служил в качестве поля представитель Оле Мисс и был президентом братства Сигма Ну. Лотт был черлидером университетской команды Оле Мисс, по совпадению, в одной команде с сенатором США Тэдом Кохраном. 
Лотт женился на Патриции Томпсон 27 декабря 1964 года. У пары двое детей: Честер Трент «Чет» Лотта-младший, и Тайлер Лотт.

## Политическая карьера

### Палата представителей
Он работал в качестве партийного организатора фракции меньшинства Палаты представителей (второй по рангу республиканец в Палате представителей) с 1981 по 1989 г.; он стал первым республиканцем из южных штатов, занимавшим такую высокую руководящую должность.

### Сенат Соединённых Штатов

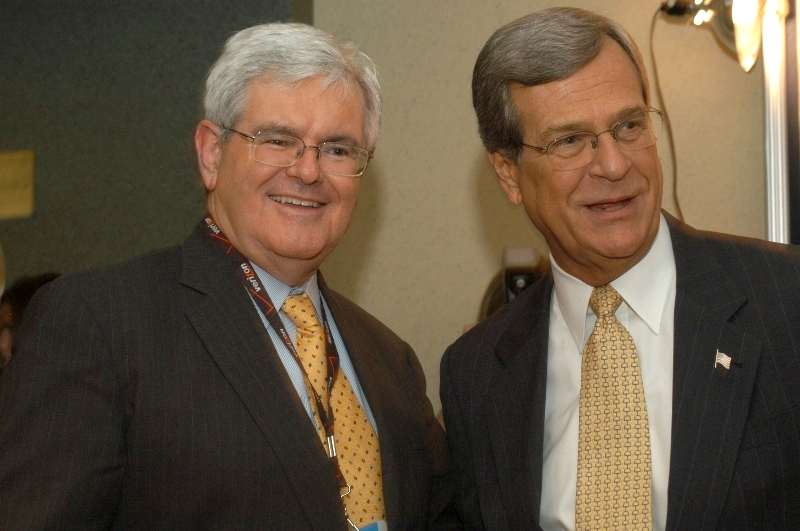
Сенатор Трент Лотт со Спикером Палаты представителей США Ньютом Гингричем

Лотт в основном придерживался консервативной позиции в политике и выделился как социальный консерватор. Например, в 1998 году, Лотт вызвал некоторые споры в Конгрессе, когда в качестве гостя на телешоу Армстронга Уильямса, приравнял гомосексуализм к алкоголизму, клептомании и сексуальной зависимости — когда Уильямс, консервативный ведущий ток-шоу, спросил Лотта, считает ли он гомосексуализм грехом, Лотт ответил: «Да, считаю». Позиция Лотта против гомосексуализма было замешательством для многих американцев и либеральных средств массовой информации.

#### Отставка
26 ноября 2007 года Лотт заявил, что он уйдёт в отставку с поста сенатора к концу 2007 года. Отставка Лотта вступила в силу в 11:30 часов 18 декабря 2007 года.

### Законопроекты

#### День родителей
В США был утверждён законопроект по провозглашению Дня родителей национальным праздников в США. Лотт сыграл здесь ключевую роль, выступив в Сенате в 1993 году:
Мадам Президент, я поднялся сегодня, чтобы сделать заявления о «Дне истинных родителей», который будет официально праздноваться в июле 1993 года…
Все родители, включая родителей-одиночек, несут ответственность за создание окружения, в котором выражается и даётся истинная любовь по отношению к нашим детям; Родители своим примером жертвенной любви и передачей нравственных и культурных ценностей играют ключевую и решающую роль в развитии молодёжи;…
Федерация женщин за мир во всем мире будет выступать спонсором события в Конгрессе 28 июля, призывая к обновлению наших обязательств по созданию жизнестойких и крепких семей.

А посему, я с удовольствием присоединяюсь к Федерации женщин за мир во всем мире в праздновании Дня истинных родителей. Я также побуждаю моих коллег в Сенате США и всех граждан страны признать и поддержать День истинных родителей и восстановление семей нашего общества, сфокусированных на Боге.

### Текущая деятельность
```
7 января 2008 года было объявлено, что Лотт и бывший сенатор Джон Бро от штата 
Луизиана
 (демократ), открыли свою лоббистскую фирму в квартале от Белого дома
[
9
]
. Лотт в настоящее время работает в 
Бро-Лотт Лидершип Групп
, фирме, предоставляющей «стратегические советы, консультации, и лоббирование»
[
10
]
[
11
]
. Он также является членом совета директоров Северно-американского отделения 
EADS
[
10
]
.
```

После ухудшения российско-американских отношений в 2014 году в лоббистских отчетах появилась информация о том, что Газпромбанк нанял двух бывших американских сенаторов Трента Лотта и Дж. Бро в качестве лоббистов от фирмы «Скваэр Паттон Боггс» после того, как власти США добавили этот российский банк в список организаций, которым запрещено делать займы в США. «Центр за честность в обществе» (CPI) предал огласке эти факты и началась публичная критика. После этого Лотт и Бров поспешили заявить, что «больше не ожидают, что будут действовать как лоббисты». При этом Лотт и Бро не отрицали свое участие, но пытались представить ситуацию так, будто их втянули чуть ли обманным путем.

## Оценки
Сенатор Джон Э. Сунуну (республиканец) от штата Нью-Гэмпшир про Лотта сказал следующее: «Он понимает правила. Он сильный переговорщик». Бывший спикер Палаты представителей Ньют Гингрич (республиканец) сказал, что он «самый умный политик-законодатель из тех, которых я когда-либо встречал».

## Награды
- Гранд-офицер ордена Великого князя Литовского Гядиминаса (24 января 2001 года, Литва)[14]